# تهيجس تير هورست
تهيجس تير هورست (18 سبتمبر 1991 في هولندا - ) (بالهولندية: Thijs ter Horst) هو لاعب كرة طائرة مملكة هولندا في مركز ضارب خارجي ‏. لعب مع Verona Volley ‏.

## وصلات خارجية
- تهيجس تير هورست على موقع الاتحاد الأوروبي (الإنجليزية)
- تهيجس تير هورست على موقع دوري الدرجة الأولى الإيطالي للكرة الطائرة - رجال (الإيطالية)